# San Diego Film Critics Society Awards 2011
I premi del 16° San Diego Film Critics Society Awards sono stati annunciati il 14 dicembre 2011.

## Premi e nomination

### Miglior attore
Michael Shannon – Take Shelter nel ruolo di Curtis LaForche
- George Clooney – Paradiso amaro nel ruolo di Matt King
- Jean Dujardin – The Artist nel ruolo di George Valentin
- Brendan Gleeson – Un poliziotto da happy hour nel ruolo di Gerry Boyle
- Brad Pitt – L'arte di vincere nel ruolo di Billy Bean

### Miglior attrice
Brit Marling – Another Earth nel ruolo di Rhoda Williams
- Viola Davis – The Help nel ruolo di Aibileen Clarke
- Elizabeth Olsen – La fuga di Martha nel ruolo di Martha
- Tilda Swinton – ...e ora parliamo di Kevin nel ruolo di Eve Khatchadourian
- Michelle Williams – Marilyn (film 2011 Curtis) nel ruolo di Marilyn Monroe

### Miglior film di animazione
Il figlio di Babbo Natale (Arthur Christmas) di Sara Smith
- Happy Feet 2 (Happy Feet Two) di George Miller
- Kung Fu Panda 2 di Jennifer Yuh
- Rango di Gore Verbinski
- Winnie the Pooh - Nuove avventure nel Bosco dei 100 Acri (Winnie the Pooh) di Stephen Anderson e Don Hall

### Miglior fotografia
Emmanuel Lubezki - The Tree of Life
- Guillaume Schiffman - The Artist
- Newton Thomas Sigel - Drive
- Robert Richardson - Hugo Cabret
- Adam Stone - Take Shelter

### Miglior regista
Nicolas Winding Refn – Drive
- Woody Allen – Midnight in Paris
- Michel Hazanavicius – The Artist
- Terrence Malick – The Tree of Life
- Martin Scorsese – Hugo Cabret

### Miglior documentario
Project Nim
- Buck
- Cave of Forgotten Dreams
- Into the Abyss
- Page One: Inside the New York Times

### Miglior montaggio
Beginners – Olivier Bugge Coutté
- The Artist – Anne-Sophie Bion e Michel Hazanavicius
- Drive – Mat Newman
- Hugo Cabret – Thelma Schoonmaker
- The Tree of Life – Hank Corwin, Jay Rabinowitz, Daniel Rezende, Billy Weber e Mark Yoshikawa

### Miglior cast
Harry Potter e i Doni della Morte - Parte 2
- Carnage
- The Help
- Margin Call
- Midnight in Paris

### Miglior film
The Artist
- Drive
- Hugo Cabret
- Midnight in Paris
- The Tree of Life

### Miglior film in lingua straniera
Le quattro volte, regia di Michelangelo Frammartino • Italia
- La doppia ora, regia di Giuseppe Capotondi • Italia
- Sykt lykkelig, regia di Anne Sewitsky • Norvegia
- Uomini di Dio (Des hommes et des dieux), regia di Xavier Beauvois • Francia
- En ganske snill mann, regia di Hans Petter Moland • Norvegia

### Migliore scenografia
Hugo Cabret – Dante Ferretti
- The Artist – Laurence Bennett
- Harry Potter e i Doni della Morte - Parte 2 – Stuart Craig
- Midnight in Paris – Anne Seibel
- The Tree of Life – Jack Fisk

### Migliore colonna sonora
Harry Potter e i Doni della Morte - Parte 2 – Alexandre Desplat
- The Artist – Ludovic Bource
- Molto forte, incredibilmente vicino – Alexandre Desplat
- Hugo Cabret – Howard Shore
- The Tree of Life – Alexandre Desplat

### Migliore sceneggiatura originale
Midnight in Paris – Woody Allen
- 50 e 50 – Will Reiser
- The Artist – Michel Hazanavicius
- Beginners – Mike Mills
- Mosse vincenti – Thomas McCarthy

### Migliore adattamento della sceneggiatura
L'arte di vincere – Steve Zaillian e Aaron Sorkin
- Paradiso amaro – Alexander Payne, Nat Faxon e Jim Rash
- Drive – Hossein Amini
- Harry Potter e i Doni della Morte - Parte 2 – Steve Kloves
- Hugo Cabret – John Logan

### Miglior attore non protagonista
Nick Nolte – Warrior nel ruolo di Paddy Conlon
- Albert Brooks – Drive nel ruolo di Bernie Rose
- Christopher Plummer – Beginners nel ruolo di Hal Fields
- Andy Serkis – L'alba del pianeta delle scimmie nel ruolo di Caesar
- Max von Sydow – Molto forte, incredibilmente vicino nel ruolo di The Renter

### Migliore attrice non protagonista
Shailene Woodley – Paradiso amaro nel ruolo di Alexandra King
- Bérénice Bejo – The Artist nel ruolo di Peppy Miller
- Jessica Chastain – The Help nel ruolo di Celia Foote
- Mélanie Laurent – Beginners nel ruolo di Anna
- Carey Mulligan – Shame nel ruolo di Sissy Sullivan

### Premio speciale
Jessica Chastain (come attrice dell'anno per i film Il debito, Take Shelter, Coriolanus, The Tree of Life, The Help e Le paludi della morte)